# البنك الثاني للولايات المتحدة
كان البنك الثاني للولايات المتحدة ثاني بنك وطني هاملتوني معتمد اتحاديًا في الولايات المتحدة الأمريكية. يقع البنك في فيلادلفيا بولاية بنسلفانيا، ورُخِّص منذ فبراير 1816 حتى يناير 1836. كان الاسم الرسمي للبنك، وفقًا للمادة التاسعة من ميثاقه الذي أقره الكونغرس، «الرئيس، والمدراء، والشركة لبنك الولايات المتحدة». سُمِح للبنك الثاني للولايات المتحدة بامتلاك فروع في ولايات متعددة وإقراض الأموال لحكومة الولايات المتحدة؛ وذلك في الوقت الذي كانت فيه البنوك الأخرى في الولايات المتحدة مرخّصة وغير مسموح لها إلا بامتلاك فروع في ولاية واحدة.
كان البنك بمثابة شركة خاصة ذات واجبات مشتركة بين القطاعين العام والخاص، وتولى جميع المعاملات المالية للحكومة الأمريكية، وكان مسؤولًا أمام الكونغرس ووزارة الخزانة الأمريكية. امتلكت الحكومة الفيدرالية 20% من رأسمال البنك، وهي أكبر مساهم منفرد في البنك. امتلك أربعة آلاف مستثمر من القطاع الخاص 80% من رأسمال البنك، من ضمنهم ثلاثة آلاف أوروبي، ولكن الجزء الأكبر من الأسهم امتلكه بضع مئات من الأمريكيين الأثرياء. كانت تلك المؤسسة أكبر شركة مالية في العالم في وقتها.
كانت الوظيفة الأساسية للبنك هي تنظيم الدين العام الصادر عن المؤسسات المصرفية الخاصة؛ وذلك من خلال الواجبات المالية التي يؤديها لصالح وزارة الخزانة الأمريكية، وإنشاء عملة وطنية (نقد إلزامي) سليمة ومستقرة. استمد البنك قدرته التنظيمية من الودائع الفيدرالية.
صُمِّم البنك الثاني على غرار البنك الأول للولايات المتحدة الذي أنشأه ألكسندر هاملتون، ورخّصه الرئيس جيمس ماديسون، الذي هاجم البنك الأول في عام 1791 باعتباره غير دستوري، في عام 1816، وبدأ عملياته في فرعه الرئيسي في فيلادلفيا في 7 يناير 1817، وأدار 25 مكتبًا فرعيًا على مستوى البلاد بحلول عام 1832.
وضعت الجهود المبذولة لتجديد ميثاق البنك المؤسسة في قلب الانتخابات العامة لعام 1832؛ والتي اشتبك فيها رئيس البنك نيكولاس بيدل والجمهوريون الوطنيون المؤيدون للبنك بقيادة هنري كلاي مع «المال الثابت» وإدارة أندرو جاكسون والمصالح المصرفية الشرقية خلال حرب البنوك. أصبح البنك الثاني شركة خاصة في عام 1836 بعد فشله في تأمين تجديد الترخيص، وخضع للتصفية في عام 1841. ولم تُنشأ أي بنوك وطنية مرة أخرى حتى صدور قانون البنوك الوطنية.

## شروط الميثاق
كان البنك الثاني هو البنك الوطني الأميركي، مقارنة ببنك إنجلترا وبنك فرنسا، مع فارق رئيسي واحد تمثّل بامتلاك حكومة الولايات المتحدة خمس رأسماله (20%)؛ وذلك في الوقت الذي كانت فيه البنوك الوطنية الأخرى خاصة بالكامل، إذ كان البنك الثاني أكثر تميزًا عن البنوك الحكومية.
كان لدى البنك حد لرأس المال قدره 35 مليون دولار، بموجب ميثاقه، منها 7.5 مليون دولار مثّلت الحصة التي تملكها الحكومة. كان من المطلوب تحويل دفعة «مكافأة» قدرها 1.5 مليون دولار، تُسدد على ثلاث دفعات، إلى الحكومة مقابل امتياز استخدام الأموال العامة بدون فوائد في مشاريعها المصرفية الخاصة. كانت المؤسسة مسؤولة عن أدائها أمام وزارة الخزانة الأمريكية والكونغرس، وتخضع لتفتيش وزارة الخزانة.
قدم البنك عددًا من الخدمات كجزء من ميثاقه، باعتباره الوكيل المالي الحصري للحكومة الفيدرالية، بما في ذلك الاحتفاظ بجميع الودائع الأمريكية ونقلها، ودفع واستلام جميع المعاملات الحكومية، ومعالجة مدفوعات الضرائب، وبعبارة أخرى، كان البنك «وديع الحكومة الفيدرالية، الذي كان المساهم والعميل الرئيسي».
يتألف فريق العمل الرئيسي للبنك من 25 مديرًا، عين رئيس الولايات المتحدة خمسة منهم، وخضعوا لموافقة مجلس الشيوخ. مُنِع المدراء المعينين على المستوى الفيدرالي من العمل كمسؤولين في البنوك الأخرى، واختير اثنين من رؤساء البنك الثلاثة، ويليام جونز ونيكولاس بيدل، من بين هؤلاء المدراء الحكوميين.
يقع المقر الرئيسي للبنك في فيلادلفيا، ولكنه أُعطي الإذن بإنشاء مكاتب فرعية حيثما يراها مناسبة، وكانت هذه المكاتب معفاة من ضرائب الدولة.

## الآليات التنظيمية
كانت المهمة التنظيمية الأساسية للبنك الثاني، كما أقرها الكونغرس في عام 1816، هي كبح الانتشار غير المقيد للأموال الورقية (الأوراق النقدية) من قبل الدولة أو المقرضين من القطاع الخاص، وهو الأمر الذي زاد من أرباح هذه المؤسسات. تمكن البنك بهذه الصفة من الإشراف على إضفاء الطابع الديمقراطي على الائتمان، مما يساهم في توزيع واسع ومربح للقروض المصرفية للمزارعين وصغار المصنعين ورجال الأعمال، وتشجيع التوسع الاقتصادي السريع والصحي. يصف المؤرخ براي هاموند الآلية التي مارس بها البنك تأثيره المضاد للتضخم:
كان على البنك العودة باستمرار إلى البنوك المحلية لتسوية المبالغ التي تتطلبها الشيكات والأوراق النقدية، وذلك عند تلقيها من البنوك المحلية المودعة لدى البنك من قبل جامعي الإيرادات الحكوميين. كان عليه أن يفعل ذلك لأنه جعل هذه المبالغ متاحة على الفور للخزانة حيثما رغبت في ذلك. نظّم الضغط من أجل التسوية تلقائيًا الإقراض المصرفي المحلي، نظرًا لأن التسوية من قبل البنوك المحلية كانت على شكل مال ثابت من الفضة والذهب، فكلما أقرضت البنوك المحلية كمية أكبر من أوراقها المالية والشيكات المستخدمة وكلما زادت المبالغ التي يتعين عليها دفعها بالمال الثابت. أدى فقدانهم للمال الثابت إلى تقليل قدرتهم على الإقراض.
كان يمكن تفادي الاندفاع نحو الإفراط في المضاربة، مع مخاطر خلق أزمة مالية وطنية، أو على الأقل تخفيفها في ظل هذا النظام المصرفي. كانت تلك هي الآلية التي وجدتها البنوك الخاصة المحلية غير مقبولة، لأنها ربطت استراتيجيات الإقراض الخاصة بها بالعمليات المالية للحكومة الوطنية، مما يتطلب منها الاحتفاظ باحتياطيات كافية من الذهب والفضة للوفاء بالتزامات ديونها تجاه وزارة الخزانة الأمريكية. كان انتشار المؤسسات المصرفية في القطاع الخاص، من 31 بنكًا في عام 1801 إلى 788 في عام 1837، يعني أن البنك الثاني واجه معارضة قوية من هذا القطاع خلال إدارة جاكسون.

## في الثقافة الشعبية
وصف تشارلز ديكنز مبنى البنك الثاني في أحد فصول كتابه عن أدب السفر الصادر في عام 1842 بعنوان عملات أمريكية للتداول العام في فيلادلفيا وسجنها الانفرادي:
وصلنا إلى المدينة في وقت متأخر من تلك الليلة. عندما نظرت من نافذة غرفتي، قبل أن أذهب للنوم، رأيت على الجانب الآخر من الطريق مبنى جميلًا من الرخام الأبيض، بدا بمظهر حزين يشبه الأشباح، وكان من المحزن رؤيته. أرجعت ذلك إلى تأثير الليل الكئيب، وعندما استيقظت في الصباح نظرت إلى الخارج مرة أخرى، متوقعًا أن أرى درجاته ورواقه مكتظين بمجموعات من الناس الذين يدخلون ويخرجون منه، ولكن الباب كان ما يزال مغلقًا بإحكام. ساد نفس الهواء البارد الكئيب، وبدا المبنى كما لو أن التمثال الرخامي للدون غوثمان يمكنه وحده عمل أي شيء داخل جدرانه الكئيبة. أسرعت لأستفسر عن اسمه وهدفه ثم تلاشت دهشتي. كان ذلك المبنى قبر ثروات كثيرة، ومدفنًا كبيرًا للاستثمار، وهو بنك الولايات المتحدة الذي لا يُنسى.
أدى توقف هذا البنك عن العمل، بكل ما ترتب عليه من عواقب مدمرة، إلى إلقاء الكآبة (كما قيل لي من كل جانب) على فيلادلفيا، التي ظلت تعاني من التأثير المحبط حتى ذلك الوقت، فمن المؤكد أنها بدت مملة إلى حد ما وخالية من الأرواح.